# Адамово (Усвятський район)
Адамово (рос. Адамово) — присілок в Усвятському районі Псковської області Російської Федерації.
Населення становить 162 особи. Входить до складу муніципального утворення Церковищенська волость.

## Історія
Від 2015 року входить до складу муніципального утворення Церковищенська волость.

## Населення
| 2001 | 2002 | 2010 |
| ---- | ---- | ---- |
| 178  | ↘146 | ↗162 |